# Вербівка (Ровеньківський район)
Вербі́вка —  село в Україні, у Ровеньківській міській громаді Ровеньківського району Луганської області. Населення становить 129 осіб. Орган місцевого самоврядування — Ребриківська сільська рада.

## Населення
За даними перепису 2001 року населення села становило 129 осіб, з них 98,45% зазначили рідною українську мову, а 1,55% — російську.